# John Gano
John Gano (Municipio de Hopewell (condado de Mercer, Nueva Jersey), Estados Unidos, 22 de julio de 1727- Kentucky, Estados Unidos, 10 de agosto de 1804) fue un teólogo, predicador, misionero, escritor y erudito bíblico bautista reformado estadounidense conocido por haber sido capellán de la Guerra Revolucionaria que supuestamente bautizó a su amigo, el general George Washington.

## Biografía

### Primeros años
John Gano nació en el Municipio de Hopewell (condado de Mercer, Nueva Jersey), Estados Unidos, el 22 de julio de 1727 fue criado como presbiteriano . Su padre era descendiente de calvinistas franceses ( hugonotes ) y su madre de bautistas ingleses. Después de una poderosa experiencia de conversión, John Gano finalmente se convirtió en un bautista calvinista cuando era joven después de un período de intenso estudio. Gano dejó la granja familiar para estudiar en la Universidad de Princeton (entonces el Colegio de Nueva Jersey), pero se fue antes de graduarse.

### Obra misionera
Gano fue ordenado pastor de la Iglesia Bautista de Scotch Plains, Nueva Jersey , el 29 de mayo de 1754. En 1760, se convirtió en el pastor fundador de lo que más tarde se convirtió en la Primera Iglesia Bautista en la ciudad de Nueva York.. Gano sirvió como pastor de la Iglesia de Nueva York hasta 1787, sin embargo, realizó largos viajes itinerantes evangelizando a lo largo de las trece colonias, afirmando
Yo ... tenía derecho a proclamar la gracia gratuita dondequiera que fuera. 
Gano viajó por los Estados del Atlántico Sur, Medio y Nueva Inglaterra, a veces estando fuera de casa hasta dos años. En 1764, Gano se unió a varios otros como miembro original o fideicomisario para la constitución del Colegio en la colonia inglesa de Rhode Island y Providence Plantations (el nombre anterior de la Universidad Brown , originalmente una escuela bautista).
Durante la Revolución Americana, Gano sirvió como soldado y capellán del Ejército Continental , y fue elegido por el general George Washington para rezar una oración que marcaba el final oficial de la Guerra de Independencia de los Estados Unidos en 1783. 

### Familiares destacados
Los descendientes de Gano incluyen al multimillonario Howard Robard Hughes, Jr., cuya madre era Allene (Gano) Hughes; El Rev. Stephen Gano; El almirante Roy Alexander Gano; Estados Confederados de América, el general Richard Montgomery Gano y el general de la Unión Stephen Gano Burbridge.

### Supuesto bautismo de George Washington
En 1889, dos de los nietos de Gano afirmaron en una declaración jurada que la hija mayor de Gano les dijo que Gano había bautizado al general George Washington por inmersión en Valley Forge cuando él era uno de los capellanes del general George Washington.  La historia es rechazada por una parte de los historiadores seculares. El Dr. William Grady, en su libro "Lo que Dios ha obrado", subtitulado, "Una interpretación bíblica de la historia estadounidense", cree que el relato es auténtico.
El biógrafo de George Washington. y tío de Howard Hughes, Rupert Hughes , investigó el asunto y determinó que el reverendo Gano sirvió en el ejército de George Clinton , no en el de George Washington., que no hay documentación de que Gano haya estado alguna vez en Valley Forge, que no hay nada en la propia correspondencia o en su biografía de Gano que sugiera que el evento tuvo lugar, y que ninguno de los 42 testigos reputados documentó el evento.  Capilla Gano en William Jewell College en Misuri lleva el nombre de John Gano y muestra una pintura de Gano bautizando a George Washington. La escuela no se pronuncia sobre si realmente se llevó a cabo el bautismo de Washington. La capilla también contiene una espada propiedad del marqués de Lafayette que supuestamente Washington le dio a Gano.
La iglesia anglicana de Washington creía en el bautismo de niños y se registra que su bautizo tuvo lugar el 5 de abril de 1732, unas seis semanas después de su nacimiento.

### Muerte
Después de la Guerra, Gano regresó a su congregación en Nueva York, y en 1787 se mudó a Kentucky, donde vivió hasta su muerte en 1804.  Gano está enterrado en la sección de las Hijas de la Guerra Revolucionaria del cementerio de Frankfort en Frankfort, Kentucky, más allá de la tumba de Daniel Boone. Antes de su muerte, Gano escribió y publicó una autobiografía de su vida.